# Hygiène sociale
Pour le concept médical, voir Santé sociale.
Pour plus de détails, voir Fiche technique et Distribution.
Hygiène sociale est un film québécois réalisé par Denis Côté, sorti en 2021.

## Fiche technique
- Titre français : Hygiène sociale
- Réalisation et scénario : Denis Côté
- Photographie : François Messier-Rheault
- Montage : Nicolas Roy
- Pays d'origine : Canada
- Format : Couleurs - 35 mm - 1,66:1
- Genre : comédie dramatique
- Durée : 75 minutes
- Date de sortie :
  - Allemagne : mars 2021 (Berlinale 2021)

## Distribution
- Maxim Gaudette : Antonin
- Éléonore Loiselle : Aurore
- Eve Duranceau : Cassiopée
- Larissa Corriveau : Solveig
- Kathleen Fortin : Rose
- Evelyne Rompré : Eglantine

## Distinction
- Berlinale 2021 : meilleur réalisateur de la section Encounters[1],[2]